# Codroy Pond (meer)
Codroy Pond is een meer in Newfoundland en Labrador, de oostelijkste provincie van Canada. Het meer bevindt zich in een dichtbebost gebied in het zuidwesten van het eiland Newfoundland.

## Geografie
Codroy Pond is vrijwel rechthoekig en heeft een oppervlakte van 126 hectare. Het meer is 2,8 km lang en heeft een maximale breedte van 600 m. Bij het oostelijke uiteinde ligt een klein gehucht dat ook Codroy Pond noemt.
Langs de noordwestelijke zijde van het meer, op slechts een paar meter van het water, loopt de Newfoundland T'Railway. Dat is een als provinciaal park erkend langeafstandspad dat de bedding van de voormalige Newfoundlandse spoorweg volgt. De Trans-Canada Highway loopt eveneens parallel aan de noordwestoever van het meer, op zo'n 200 m van de oever.

## Geschiedenis
In 1896 bereikte de toen volop in aanleg zijnde Newfoundland Railway de oevers van het meer. In 1905 vestigde een eerste gezin zich aan de oostzijde van Codroy Pond en op korte tijd ontstond er een klein en gelijknamig gehucht dat in 1920 reeds een eigen spoorweghalte had.
Eind de jaren 60 werd de spoorweghalte weggehaald, volgend op de aanleg van de Trans-Canada Highway. Het kleine bij het meer gelegen gehucht evolueerde daarop geleidelijk aan naar een plaats bestaande uit enkele vakantiewoningen en tweede verblijven. In 1997 werd het Newfoundland T'Railway Provincial Park officieel geopend, met het scenische pad dat de volledige noordwestoever van het meer volgt.
In de 21e eeuw blijft het meer voor mensen uit de omgeving populair als recreatieplek, onder andere vanwege het kleine zandstrand dat zich aan de oostzijde bevindt. Hoewel het betreden van het strand toegestaan is, is het vanaf de hoofdbaan enkel makkelijk toegankelijk via een private toegangsweg, met een eigenaar die gebruik van deze weg ten allen kost probeert te vermijden. Dit heeft zowel tot beperkt protest als media-aandacht geleid.